# Glauconycteris variegata
Glauconycteris variegata là một loài động vật có vú trong họ Dơi muỗi, bộ Dơi. Loài này được Tomes mô tả năm 1861.

## mô tả
Loài dơi này tương đối nhỏ, tổng chiều dài trung bình 10 cm, với đuôi dài 4,7 cm và cân nặng khoảng 11 g. Con cái lớn hơn con đực, với sải cánh trung bình 32 cm, so với sải cánh con đực dài trung bình 32 cm.
Cơ thể được bao phủ bởi lông dài mượt, màu sắc rất khác nhau, mặc dù thường là màu hơi vàng hoặc xám nhạt và thiếu các kiểu màu nổi bật được tìm thấy trên một số loài dơi có quan hệ gần gũi. Lông ở dưới màu xám, màu trắng hoặc xám rất nhạt và lông trên mặt và tai có màu nâu. Màng cánh cũng có lớp lông thưa thớt.
Các cánh có hình dạng dài và hẹp, cho thấy loài dơi là nhanh nhẹn trong không khí, nhưng không hiệu quả ở tốc độ bay cao. Tốc độ bay trong quá trình tìm kiếm thức ăn đã đo được được 4 mét trên giây (13 ft/s).